# Йохан Ернст II (Саксония-Ваймар)
Йохан Ернст ІІ (на немски: Johann Ernst II; * 11 септември 1627, Ваймар; † 15 май 1683, Ваймар) от ерснестнските Ветини, е херцог на Саксония-Ваймар (1662 – 1683).

## Живот
Син е на херцог Вилхелм от Саксония-Ваймар (1598 – 1662) и съпругата му Елеонора Доротея (1602 – 1664), дъщеря на княз Йохан Георг I от Анхалт-Десау.
Йохан Ернст ІІ посещава университета в Йена. На 14 август 1656 г. във Ваймар той се жени за Кристиана Елизабет (1638 – 1679), дъщеря на херцог Йохан Кристиан фон Шлезвиг-Холщайн-Зондербург-Францхаген.
След смъртта на баща му Йохан Ернст ІІ става управляващ херцог и след четири седмици поделя собствеността си с братята си. Братята му са Адолф Вилхелм – херцог на Саксония-Айзенах, Йохан Георг I – херцог на Саксония-Марксул и по-късно на Саксония-Айзенах, Бернхард – херцог на Саксония-Йена.
Йохан Ернст ІІ се интересува повече от лов, пада от кон през 1680 г. и не може да движи единия си крак. След три години той умира и е погребан в новопостроената княжеска гробница в дворцовата църква на Ваймар.

## Деца
Йохан Ернст ІІ и Кристиана Елизабет фон Холщайн-Зондербург имат децата:
- Анна Доротея (1657 – 1704), абатеса на Кведлинбург
- Вилхелмина Кристина (1658 – 1712)

∞ 1684 княз Кристиан Вилхелм фон Шварцбург-Зондерсхаузен (1645 – 1721)
- Елеонора София (1660 – 1687)

∞ 1684 херцог Филип фон Саксония-Мерзебург-Лаухщет (1657 – 1690)
- Вилхелм Ернст (1662 – 1728), херцог на Саксония-Ваймар

∞ 1683 (разв. 1690) принцеса Шарлота Мария фон Саксония-Йена (1669 – 1703)
- Йохан Ернст III (1664 – 1707), херцог на Саксония-Ваймар

∞ 1. 1685 принцеса София Августа фон Анхалт-Цербст (1663 – 1694)
∞ 2. 1694 принцеса Шарлота фон Хесен-Хомбург (1672 – 1738)